# Argiope trifasciata
Argiope trifasciata is een grote spinnensoort uit de familie van de wielwebspinnen.
Het vrouwtje wordt 12 tot 26 mm groot, het mannetje blijft veel kleiner en wordt niet groter dan 5,5 mm. Het kopborststuk is wit en licht behaard, de buikzijde is zwart met enkele witte strepen. De poten zijn donkerbruin met geelachtige banden. Het achterlijf is grijs of geel met zwarte banden. Het mannetje heeft een geelbruin kopborststuk en poten. Het achterlijf is ook geelbruin maar dan steeds onderbrekend met witte stippen. De spin komt in grote delen van de wereld voor in droge graslanden, natte velden en zandige vlakten. In Europa komt de soort voor in Spanje (inclusief de Canarische Eilanden) en Portugal.